# Quận Lewis, West Virginia
Quận Lewis là một quận thuộc tiểu bang West Virginia, Hoa Kỳ. Theo điều tra dân số năm 2000 của Cục điều tra dân số Hoa Kỳ, quận có dân số người 2. Quận lỵ đóng ở 6

## Địa lý
Theo Cục điều tra dân số Hoa Kỳ, quận có tổng diện tích km2, trong đó có km2 là diện tích mặt nước.

## Thông tin nhân khẩu
Theo điều tra dân số 2 năm 2000, quận đã có dân số 16.919 người, 6.946 hộ gia đình, và 4.806 gia đình sống trong quận hạt. Mật độ dân số là 44 người trên một dặm vuông (17/kmТВ). Có 7.944 đơn vị nhà ở mật độ trung bình là 21 trên một dặm vuông (8/kmТВ). Cơ cấu dân tộc của cư dân sinh sống ở quận này bao gồm 98,59% người da trắng, 0,13% da đen hay Mỹ gốc Phi, 0,20% người Mỹ bản xứ, 0,29% ở châu Á, 0,08% từ các chủng tộc khác, và 0,70% từ hai hoặc nhiều chủng tộc. 0,50% dân số là người Hispanic hay Latino thuộc một chủng tộc nào.
Có 6.946 hộ, trong đó 28,60% có trẻ em dưới 18 tuổi sống chung với họ, 54,60% là đôi vợ chồng sống với nhau, 10,50% có nữ hộ và không có chồng, và 30,80% là không lập gia đình. 26,90% hộ gia đình đã được tạo ra từ các cá nhân và 13,00% có người sống một mình 65 tuổi hoặc cao tuổi hơn. Cỡ hộ trung bình là 2,40 và cỡ gia đình trung bình là 2,88.
Trong quận, dân số đã được trải ra với 22,10% dưới độ tuổi 18, 7,70% 18-24, 28,00% 25-44, 25,90% từ 45 đến 64, và 16,40% từ 65 tuổi trở lên đã được những người. Độ tuổi trung bình là 40 năm. Đối với mỗi 100 nữ có 94,20 nam giới. Đối với mỗi 100 nữ 18 tuổi trở lên, đã có 91,40 nam giới.
Thu nhập trung bình cho một hộ gia đình trong đã đạt mức USD 27.066, và thu nhập trung bình cho một gia đình là USD 32.431. Phái nam có thu nhập trung bình USD 27.906 so với 18.733 USD của phái nữ. Thu nhập bình quân đầu người là 13.933 USD. 19,90% dân số và 16,30% của các gia đình sống dưới mức nghèo khổ. 27,00% những người dưới độ tuổi 18 và 11,20% của những người 65 tuổi trở lên đang sống dưới mức nghèo khổ